# Villarzel-Cabardès
Villarzel-Cabardès é uma comuna francesa na região administrativa de Occitânia, no departamento de Aude. Estende-se por uma área de 6,38 km². Em 2010 a comuna tinha 245 habitantes (densidade: 38,4 hab./km²).